# Rambo: The Force of Freedom
Rambo: The Force of Freedom (também conhecida simplesmente como Rambo) é uma série de animação americana de 1986 baseada no personagem John Rambo do livro de David Morrell, First Blood e os filmes subsequentes First Blood (1982) e Rambo: First Blood Part II (1985). Esta série foi adaptada para a televisão pelo editor de histórias / redator principal Michael Chain e também gerou uma linha de brinquedos.

## Sinopse
A pedido do Coronel Trautman, John Rambo lidera uma unidade especial chamada "A Força da Liberdade" contra a organização terrorista paramilitar do general Warhawk S.A.V.A.G.E. (Specialist-Administrators of Vengeance, Anarchy and Global Extortion) em todo o mundo.

## Personagens

### Heróis
- Rambo
- Turbo
- Katherine Anne Taylor "K.A.T."
- Coronel Trautman
- Dragão Branco
- Chefe
- T.D. "Touchdown" Jackson

### Vilões
- General Warhawk
- Sargento Havoc
- Gripper
- Mad Dog
- Animal, Jerkface e Razor (os capangas de Mad Dog)
- Nômade
- Dragão Negro
- Dr. Hyde
- Max e X-Ray(os capangas de dr. Hyde)
- Serpentino

## Transmissão no Brasil
A série animada foi transmitida inicialmente em 1987 e até meados da década de 90 pela Rede Globo. Retornou à televisão brasileira pela RecordTV no ano de 2007. Depois, começou a ser exibida pela Rede Brasil no seu bloco de desenhos animados Sessão Animada. Este desenho foi dublado pela Herbert Richers no Rio de Janeiro.

## Dubladores
| Personagem     | Voz americana    | Voz brasileira    |
| -------------- | ---------------- | ----------------- |
| Rambo          | Neil Ross        | André Filho       |
| Cel Trautman   | Alan Oppenheimer | Francisco José    |
| Cel Trautman   | Alan Oppenheimer | Leonel Abrantes   |
| Turbo          | James Avery      | Garcia Júnior     |
| K.A.T.         | Mona Marshall    | Carmem Sheila     |
| Gen. Warhalk   | Michael Ansara   | Amaury Costa      |
| Sargento Havoc | Peter Cullen     | André Luiz Chapéu |
| Grifo          | Lennie Weinrib   | Sílvio Navas      |
| Mad Dog        | Frank Welker     | Ionei Silva       |
| Nômade         | Ed Gilbert       | Roberto Macedo    |
| T.D Jackson    | Michael Bell     | Armando Braga     |
| Dragão Branco  | Robert Ito       | Marco Ribeiro     |
| Dragão Negro   | Robert Ito       | Orlando Prado     |
| D.R Hyde       | Peter Cullen     | Paulo Pinheiro    |
| Max            | Frank Welker     | Hélio Ribeiro     |